# Валки (Лисковський район)
Валки (рос. Валки) — село в Лисковському районі Нижньогородської області Російської Федерації.
Населення становить 722 особи. Входить до складу муніципального утворення Валковська сільрада.

## Історія
Від 2009 року входить до складу муніципального утворення Валковська сільрада.

## Населення
| 2002 | 2010 |
| ---- | ---- |
| 840  | ↘722 |